# Zombie Movies: The Ultimate Guide
Zombie Movies: The Ultimate Guide (рус. Фильмы о зомби: Исчерпывающий путеводитель) — книга Гленна Кея о зомби в массовой культуре, включая фильмы про зомби. Впервые вышла в 2008 году. В 2012 году вышло второе издание, существенно дополненное большим числом фильмов и сериалов.

## Содержание
В книге представлена история фильмов про зомби, начиная с вышедшего в 1932 году «Белого зомби» и до наших дней, включая вышедший в 2007 году фильм «Планету страха». В обновлённое издание вошёл обзор почти четырёхсот фильмов, включая такие сериалы, как «Ходячие мертвецы». Фильмы оцениваются по пятибалльной шкале, включая «ужасно хорошо» (англ. so bad it's good). Кроме того в книгу вошли интервью и фотографии с киносъёмок.

## Оценки
Джереми Мартин отметив в рецензии в San Antonio Current, что несмотря на то, что Кей «безусловно сделал некоторые упущения» и иногда подходит к подборке фильмов про зомби своеобразно, включая туда «28 дней спустя», «Пятница, 13-е: Джейсон жив», «Уикенд у Берни 2», «Вторжение похитителей тел», «Зловещих мертвецов» и даже «Долину зомби», тем не менее указывает, что сама попытка обзора почти 300 фильмов данной тематики, включая крайненизкобюджетные и зарубежные, заслуживает уважения, поскольку Кей уделяет «каждому потерянному классику» жанра внимание, рассматривая даже зомби-порно, зомби-куриц и «Бангкокский зомби-кризис». Мартин кроме того отмечает, что Кей временами подходит к описанию фильмов с юмором и иронией, как в случае с «Зомби по имени Шон» и «Я гуляла с зомби». Мартин считает, что попытка автора выделить «25 величайших фильмов про зомби когда-либо снятых» вызовет жаркие споры, но в то же время отмечает, что сама подборка из 300 фильмов впечатляет, и хотя книгу нельзя в полной мере назвать «исчерпывающим путеводителем», но это хорошее пособие для новичков, поскольку Мартин ещё не встречал человека, который потратил бы столько времени для создания более полного тематического справочника.
Джастин Димос в своей статье на PopMatters писал, что из-за того, что существует огромное количество фильмов про зомби книга Кея «так необходима любителям фильмов ужасов, как и фанатов зомби». Он отметил, что более чем 350 страниц содержат «самую кровожадную и самую забавную культовую классику, каталоги фильмов о зомби, обзоры, оценки, теоретизирования», которые рассказывают не только о кажущемся бесконечным потоком триллеров о нежити десятилетие за десятилетием, но и разъясняют о тех тенденциях в кино, которые сделали этих неутомимых существ такими вкусными", будь то радиоактивные зомби 1950-х ковыляющие прочь от грибовидного облака, оставленного атомной бомбой или нежить в серии игр Resident Evil, благодаря которой «в конечном итоге произошло возрождение зомби в новом тысячелетии». По мнению Димоса книга Кея это «библия фильмов о зомби для будущего киноведа и любителя фильмов ужасов», поскольку автор ведёт своё повествование от наркотического зомби вуду Гаити затем показывая на протяжении нескольких поколений как происходит развитие жанра. Димос отмечает, что Кей даже удалось взять интервью у таких кинолегенд как Стюарта Конрана, являвшегося гримёром на съёмках фильмов «Живая мертвечина» и «Зомби по имени Шон», и у режиссёра «Зомби по имени Фидо» Эндрю Карри. Кроме того он указывает, что «читатели будут наслаждаться полноцветными миниатюрами подлинных плакатов и кадров, все они снабжены титрами и логотипами производственной производителей». Димос отмечает, что читатели смогут узнать «тайны самых отталкивающих фильмов о нежити, как: сцена мастурбации в „Смертельном голоде“ или зомби-курицы в „Шэнксе“». В то же время Димос считает, что единственным недостатком книги Кея является «огромное количество фильмов, которые он должен охватить в своём путеводителе», поскольку читатель получает восторженные оценки музыкального видеоклипа Майкла Джексона «Триллер» и киноцикла «Зомби Джорджа Ромеро» и «гнилые отзывы о суровом кино, таких как „Подростки-зомби“ (1958) и „Деревенские зомби“ (1987)». Однако Димос приходит к выводу о том, что работа Кея «лучше, насущнее и дешевле, чем позорная „Энциклопедия фильмов о зомби“ Питера Дендла». Кроме того Димос считает, что она «улавливает сатиру, страх, политику, юмор как классических, так и современных фильмов ужасов» и подытоживает: «от „Ночи живых мертвецов“ (1968) до „Влюблённого гробовщика“ (1994) до „Дикого ноля“ (2000) вы не ошибётесь в этом путеводителе».

## Издания
- Kay G. Zombie Movies: The Ultimate Guide. — Chicago: Chicago Review Press[англ.], 2008. — 352 p. — ISBN 978-1-55652-770-8.